# Péithias
Péithias était le chef du parti populaire à Corcyre au cours de la guerre du Péloponnèse.
Il était le proxène d'Athènes dans sa cité. Il fut accusé par les tenants du parti aristocratique de sacrifier l'indépendance de l'île à la puissance athénienne. Jugé, il fut acquitté. Il contre-attaqua alors et cita ses adversaires en justice. Il les accusa d'avoir coupé du bois sur des terres consacrées à Zeus. L'amende était tellement énorme que les condamnés demandèrent un échelonnement des paiements. Péithias exigea le paiement immédiat. Il fut alors attaqué et tué dans la salle même du Conseil.

## Source
- Thucydide, La Guerre du Péloponnèse, III, 2, 70.